# Bratronice (Smilovice)
Bratronice (německy Bratronitz) jsou malá vesnice, část obce Smilovice v okrese Mladá Boleslav. Nachází se jeden kilometr jihozápadně od Smilovic. Vesnicí protéká Vlkava a vede jí silnice I/38. Bratronice leží v katastrálním území Bratronice u Luštěnic o rozloze 2,9 km².

## Historie
První písemná zmínka o vesnici pochází z roku 1383.

## Pamětihodnosti
- Socha svatého Floriána